# تازه‌نواجی
تازه‌نواجی (به لاتین: Tazanovadzhi) یک منطقه مسکونی در جمهوری آذربایجان است که در شهرستان آق‌سو واقع شده‌است.